# Askam and Ireleth
Askam and Ireleth est une paroisse civile située dans le comté de Cumbria au nord-ouest de l'Angleterre. En 2011, sa population était de 3 632 habitants.